# Tournoi de tennis d'Ogden
Le tournoi d'Ogden (Utah, États-Unis) est un tournoi de tennis féminin du circuit professionnel WTA.
La dernière édition du tournoi a été organisée en 1982.

## Palmarès

### Simple
| No | Date       | Nom et lieu du tournoi      | Catégorie | Dotation | Surface    | Vainqueure     | Finaliste    | Score    |         |
| -- | ---------- | --------------------------- | --------- | -------- | ---------- | -------------- | ------------ | -------- | ------- |
| 1  | 30-01-1978 | Avon Futures of Utah, Ogden | Futures   | 20 000 $ | Dur (int.) | Caroline Stoll | Carrie Meyer | 6-3, 6-4 | Tableau |
| 2  | 21-01-1980 | Futures of Ogden, Ogden     | Futures   | 25 000 $ | Dur (int.) | Sherry Acker   | Trey Lewis   | 7-6, 6-0 | Tableau |
| 3  | 01-02-1982 | Avon Futures of Utah, Ogden | Futures   | 40 000 $ | Dur (int.) | Pat Medrado    | Iva Budařová | 6-2, 7-6 | Tableau |

### Double
| No | Date       | Nom et lieu du tournoi     | Catégorie | Dotation | Surface    | Vainqueures                     | Finalistes                       | Score    |         |
| -- | ---------- | -------------------------- | --------- | -------- | ---------- | ------------------------------- | -------------------------------- | -------- | ------- |
| 1  | 30-01-1978 | Avon Futures of Utah Ogden | Futures   | 20 000 $ | Dur (int.) | Ann Kiyomura Valerie Ziegenfuss | Kathy Kuykendall Kym Ruddell     | 7-5, 6-4 | Tableau |
| 2  | 21-01-1980 | Futures of Ogden Ogden     | Futures   | 25 000 $ | Dur (int.) | Sherry Acker Mary Carillo       | Yvona Brzáková Rosalyn Fairbank  | 6-1, 6-2 | Tableau |
| 3  | 01-02-1982 | Avon Futures of Utah Ogden | Futures   | 40 000 $ | Dur (int.) | Catherine Tanvier Iva Budařová  | Yvona Brzáková Marcela Skuherská | 6-3, 6-2 | Tableau |